# اچ‌ام‌اس آرو (اچ۴۲)
اچ‌ام‌اس آرو (اچ۴۲) (به انگلیسی: HMS Arrow (H42)) کشتی  که طول آن ۳۲۳ فوت (۹۸ متر) بوده است. این کشتی در سال ۱۹۲۹ ساخته شد.